# Euchrysops decaryi
Euchrysops decaryi är en fjärilsart som beskrevs av Henry Stempffer 1947. Euchrysops decaryi ingår i släktet Euchrysops och familjen juvelvingar. Inga underarter finns listade i Catalogue of Life.